# Nartorp
Nartorp är ett före detta gruvsamhälle i Skällviks socken, Söderköpings kommun.
Nartorps järngruvor tillhörde Stora Långviks gruvaktiebolag, och producerade 1926 7 865 ton prima malm och 40 568 ton anrikningsmalm. Gruvdriften lades ned 1927.